# Marmerspreeuw
De marmerspreeuw (Saroglossa spilopterus) is een vogelsoort uit de familie Sturnidae.

## Verspreiding en leefgebied
Deze soort komt voor in Bangladesh, India, Nepal, Myanmar, Thailand en soms Bhutan.